# Svetlana Varganova
Svetlana Anatolievna Varganova (en russe : Светлана Анатольевна Варганова), née le 19 novembre 1964 à Leningrad (RSFS de Russie), est une nageuse soviétique, spécialiste des courses de brasse.

## Carrière
Svetlana Varganova est vice-championne olympique du 200 mètres brasse aux Jeux olympiques de 1980 à Moscou.
Elle remporte deux médailles aux championnats du monde 1982, l'une en or au 200 mètres brasse et l'autre en bronze au relais 4 × 100 mètres quatre nages. Elle détient du 30 mars au 6 avril 1979 le record du monde de natation dames du 200 mètres brasse en 2 min 31 s 09.